# Bengt Algot Sørensen
Bengt Algot Sørensen (4. november 1927 – 11. maj 2008) var en dansk germanist, som var professor i tysk litteratur ved Odense Universitet i perioden 1966 – 97. I 1953 fik han tildelt guldmedalje for en prisopgave i Aarhus. I 1963 blev han dr.phil. fra Aarhus Universitet på grund af sin disputats Symbol und Symbolismus in den ästhetischen Theorien des 18. Jahrhunderts und der deutschen Romantik. i 1980 var han gæsteforelæser ved University of California og 1983 ved universitetet i Kiel.

## Publikationer (uddrag)
- 1952 En åndshistorisk og stilhistorisk karakteristik af rokokoen i tysk litteratur gennem en indgående undersøgelse af en af de for rokokokunsten typiske genrer. 2 bind.
- 1958 Über die Schönheitsauffassung von Georg Brandes. (tysk)
- 1963 Symbol und Symbolismus : in den ästhetischen Theorien des 18. Jahrhunderts und der deutschen Romantik. Munksgaard (tysk)
- 1966 Zum Problem des symbolischen und allegorischen in Eichendorffs epischem Bilderstil. (tysk)
- 1972 Allegorie und Symbol : Texte zur Theorie des dichterischen Bildes im 18. und frühen 19. Jahrhundert. Ars poetica, Band. 16 (tysk)
- 1981 Erik Peter Lunding. i: Dansk biografisk leksikon. 3. udg. 1981, bd. 9, s. 191-192
- 1982 Goethe: Wilhelm Meisters Lehrjahre. i: Thomas Jensen & Carsten Nicolaisen & Bengt Algot Sørensen: Udviklingsromanen - en genres historie.
- 1984 Herrschaft und Zärtlichkeit : der Patriarchalismus und das Drama im 18. Jahrhundert. C.H. Beck. ISBN 3-406-09668-9 (tysk)
- 1985 Schillers Jugenddrama und das familiale Wertsystem seiner Zeit. Odense Universitet, Institut for Germansk Filologi. GIP, nr 42 (tysk)
- 1986 sammen med Hans Bekker Nielsen & Marianne Børch: From script to book : a symposium. Odense University Press. ISBN 87-7492-568-7 (engelsk)
- 1986 Herrschaft und Zärtlichkeit. Der Patriarchalismus und das Drama im 18. Jahrhundert. i: Wittkowski, Wolfgang. Colloquia Germanica; Bern, Vol. 19,  (Jan 1, 1986): 343[5]
- 1988 sammen med Annelise Ballegaard Petersen og Carsten Nicolaisen: Heinrich Heine og lyrikken.
- 1989 sammen med Flemming Talbo Stubkjær: Joseph Roth - ein Österreichischer Mitteleuropäer. Die Nationalitätenfrage in Österreich-Ungarn. Odense Universitet, Institut for Germansk Filologi. (tysk)
- 1990 Jens Peter Jacobsen. C.H. Beck (tysk)
- 1996 Fortolkning af Stefan Zweig: Schachnovelle. In: "Interpretationen. Erzählungen des 20. Jahrhunderts". Bd. 1. Stuttgart 1996. S. 250–264. Reclam UB. ISBN 978-3-15-009462-4 (tysk)[6]
- 1997 sammen med Steffen Arndal: Funde und Forschungen : ausgewählte Essays. Odense University Press. ISBN 87-7838-366-8 (tysk)
- 1997 sammen med flere andre kolleger: Geschichte der deutschen Literatur. C.H. Beck. 2 Bind. (tysk)
- 2004 Winckelmann i Lessings Laokoon. i: Christoph Bartmann & Hanne Roswall Laursen & Hans Peter Lund: Et opmærksomt blik : litteratur, sprog og historie hen over grænserne : festskrift til Per Øhrgaard. Museum Tusculanum. ISBN 87-7289-924-7
- ukendt år Blomst og stjerne. Forlaget Medusa[7]